# Pueblo karamojong
El pueblo karamojong, también conocido como karimoyón, pertenece al grupo nilótico y se identifica como descendiente del pueblo atekerin. Sus comunidades se encuentran en la región de Karamoya en unas llanuras dominadas por un paisaje de sabana semiárida del noreste de Uganda. Se estima su población global en 849.000 personas distribuidas en territorio de Uganda. Son el pueblo menos cristianizado o islamizado de Uganda, con una fuerte vitalidad de su religión tradicional. Conservan una antigua tradición ganadera trashumante, no exenta de conflictos con sus pueblos vecinos.

## Idioma

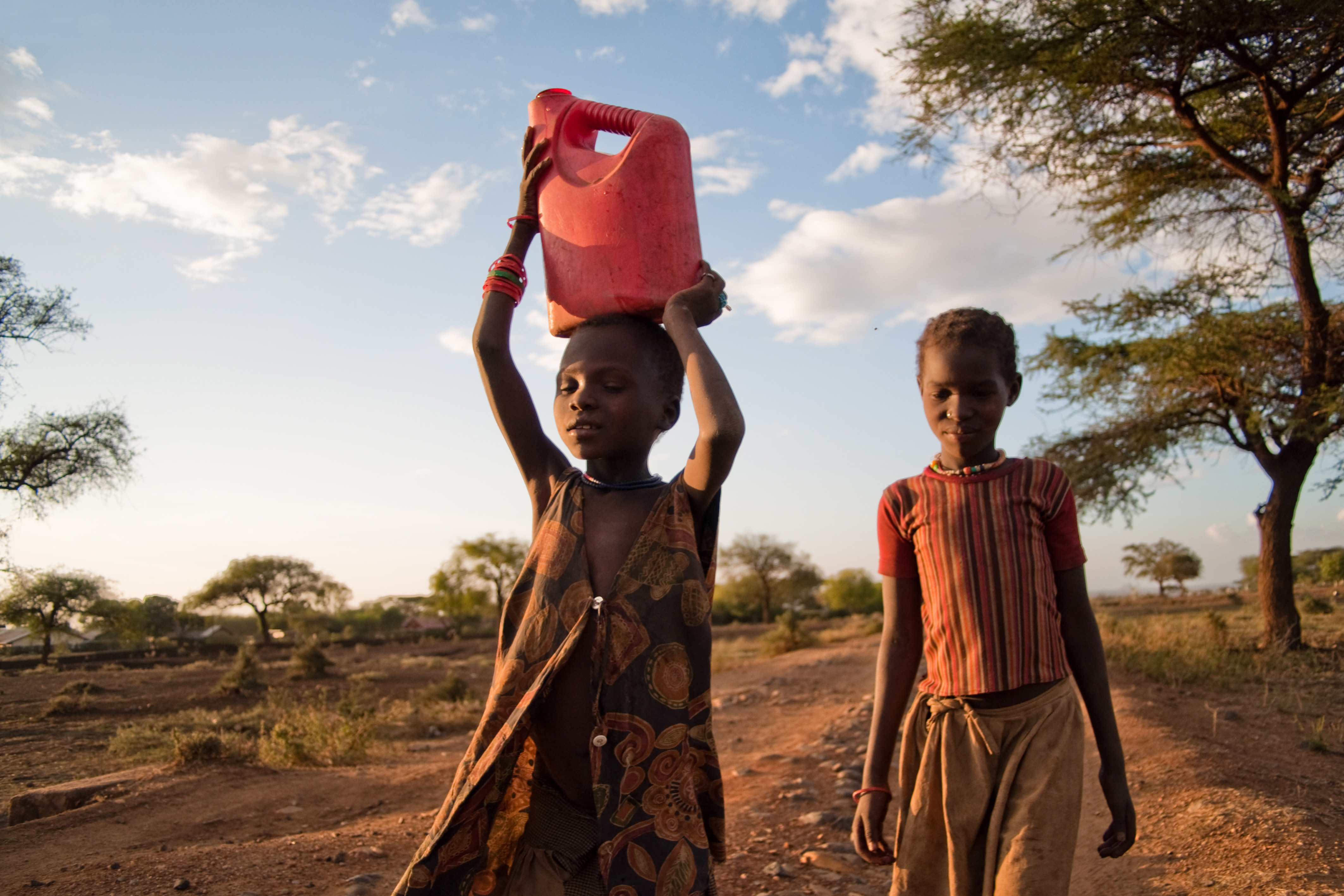
Niños karamojong.

Su idioma es el karamojong (Ng'akarimojong), una lengua de la rama nilótica oriental de la familia lingüística nilo-sahariana. Este idioma tiene aproximadamente 897.000 hablantes, todos dentro de Uganda. Desde el punto de vista lingüístico están emparentados con el pueblo teso con quienes comparten un origen común según la tradición atekerin.

## Origen
Una tradición de la cultura nilótica karamojong dice que su pueblo y los teso provienen de los ancestros atekerin y se habrían individualizado sobre el siglo XV. De su pasado común con los teso tuvieron origen otros pueblos como lo isera, toposa, dodoth, jie y turkana.

## Historia
Los grupos nilóticos que dieron origen a los karamojong habitaban la región del monte Koten y las colinas Magos situados al noreste de la actual Uganda. Entre 1680 y 1750 tuvo lugar una ola migratoria hacia Apule, al sur de su antigua posición. Se especula que es en ese movimiento poblacional que surge la identidad Karamojong.
En la década de 1890 la presión por nuevas tierras y la necesidad de ganado los llevó a invadir tierras de los pueblos Pueblo oropom y Okii. El episodio tuvo diferentes reacciones. Algunos clanes de estos últimos se integraron al pueblo karamojong, mientras que otros se revelaron y entraron en lucha. Las más violentas fueron entre Iworopon y karamojong. Finalmente se impusieron estos últimos desplazando a los iworopon hacia tierras del pueblo teso con el que finalmente se integraron.
Durante la etapa colonial británica, el pueblo karamojong gozó del respeto británico por sus tradiciones, cuando sin embargo iniciaba un proceso de occidentalización de las costumbres de los nativos en el resto de Uganda. Esto llevó a que en la actualidad sea la etnia ugandesa menos cristianizada o islamizada del país.

## Sociedad

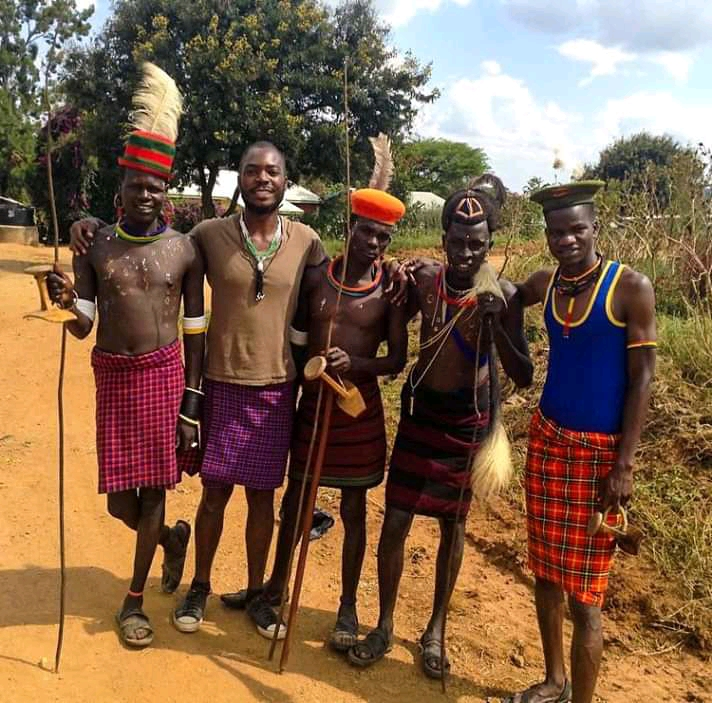
Hombres del pueblo karamojong

Sus viviendas se establecen sobre las huertas o áreas de cultivo. En general son varias chozas habitadas por una familia extensa. La estructura de clanes sigue la línea patrilineal.
La tradición karamojong se mantiene viva en sus aspectos organizativos. El pueblo se estructura con base en clanes que dominan aldeas que se conservan autónomas unas de otras. Varias aldeas se unen para formar un distrito que será gobernado por un consejo de ancianos. A su vez mantienen una estructura transversal, las clases por edad, que en el caso de los karamojong son cuatro con funciones distintas otorgadas a cada una. Los jefes de cada sección de la estructura de clases son elegidos por cada grupo de edad, pero deben los elegibles hijos del algún jefe de clan.
La alta conflictividad del pueblo karamojong con grupos vecinos, muchos de ellos con lazos étnicos y culturales notorios es atribuida a la vida en la sabana semiárida. Se entiende que la vida en esas condiciones exige una baja densidad poblacional y una alta movilidad para alimentar rebaños y personas. Episodios violentos que también ocurren en el siglo XXI.

## Economía

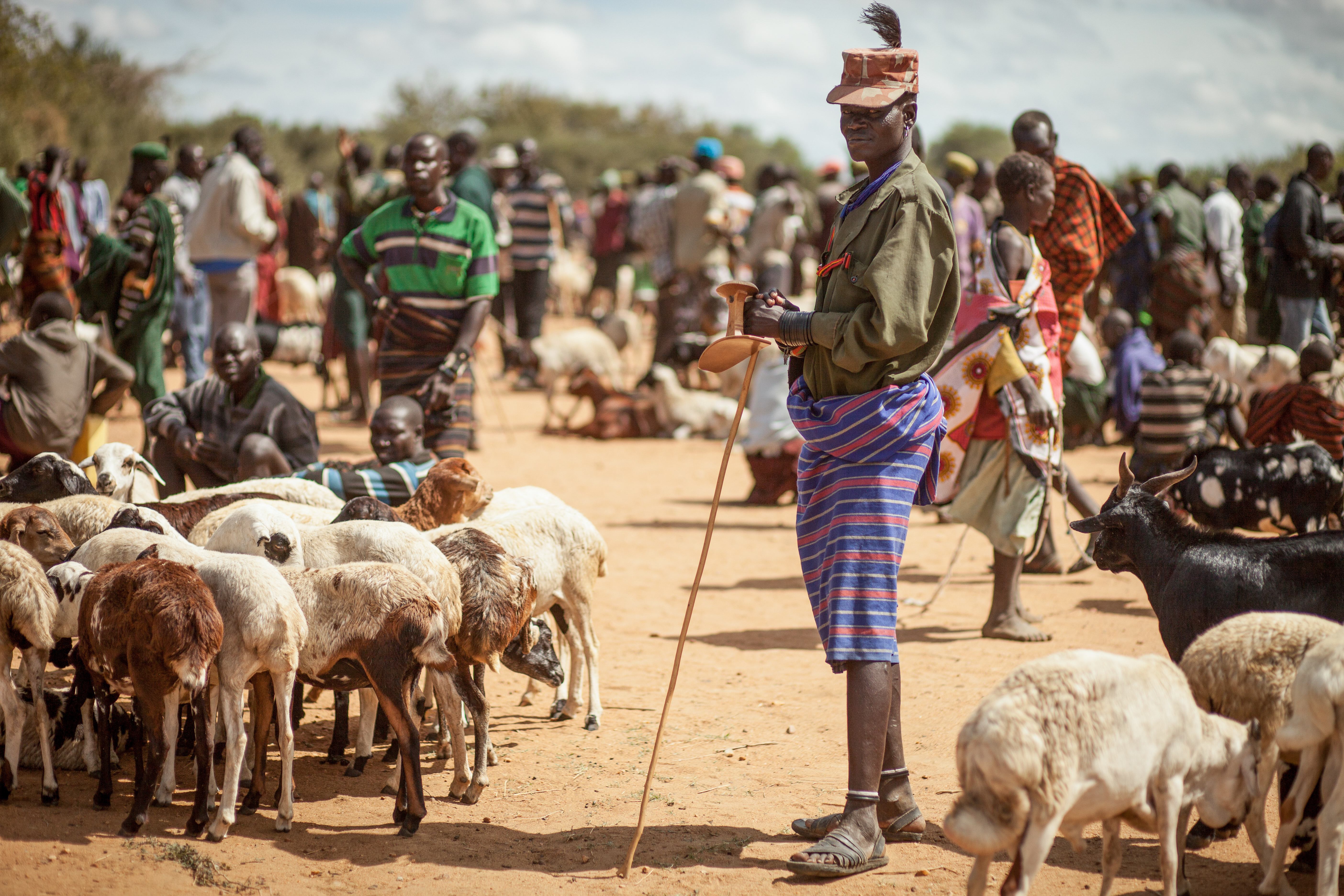
Pastor de rebaños del pueblo karamojong

Practican una agricultura de subsistencia. Destacan sus plantaciones de sorgo, maíz y variedades de mijo, junto a otros granos. Tienen una tradición ganadera vacuna de carácter  trashumante y estacional. Los más jóvenes son los encargados de llevar los rebaños de unas pasturas a otras siguiendo el ciclo de las estaciones húmedas, en un movimiento este – oeste. Este modo de vida trashumante llevó a los karamojong a conflictos étnicos por invasiones de tierras de otros pueblos a lo largo de la historia. En la década de 1980 se desató un enfrentamiento violento con el pueblo teso por ese motivo.

## Religión
El pueblo karamojong mantiene la creencia en una deidad superior de nombre Akuj. Una creencia espiritual compartida con otras etnias con las que está emparentado lingüísticamente en Uganda y el sur de Sudán. No participan del culto a los antepasados.